# Contre-attaque (film)
Pour les articles homonymes, voir Contre-attaque.
Série Police Story
Police Story 3: Supercop
(1992) New Police Story
(2004)
Pour plus de détails, voir Fiche technique et Distribution.
Contre-attaque ou Jackie Chan contre-attaque au Québec (Ging chaat goo si 4: Ji gaan daan yam mo) est un film hongkongais réalisé par Stanley Tong, sorti en 1996. C'est le 4e volet de la saga Police Story débutée en 1985. Il est ainsi titré Police Story IV dans certains pays.

## Synopsis
Aux trousses d'un agent soviétique, Chan Ka-Kui, inspecteur de police de Hong Kong, se retrouve mêlé, bien malgré lui, à un gigantesque complot pour la possession d'armes nucléaires. Complot où la CIA et les services secrets russes jouent un rôle ambigu... Sur les traces d'un ex-espion chinois devenu trafiquant, son enquête l'entraîne de Hong Kong à l'Ukraine et jusqu'en Australie où il devient la cible de mystérieux adversaires. Attaqué, injustement accusé de meurtre, Jackie va devoir riposter, coup pour coup...

## Fiche technique
Sauf indication contraire, les informations mentionnées dans cette section peuvent être confirmées par la base de données cinématographiques IMDb,  présente dans la section « Liens externes ».
- Titre français : Contre-attaque
- Titre original : Jing cha gu shi IV: Jian dan ren wu (警察故事IV之簡單任務)
- Titre anglais : Police Story 4: First Strike ou parfois Jackie Chan's First Strike[2]
- Réalisation : Stanley Tong
- Scénario : Greg Mellot, Elliot Tong, Stanley Tong et Nick Tramontane
- Musique : Nathan Wang (version hongkongaise) / J. Peter Robinson (version américaine)
- Photographie : Jingle Ma (en)
- Montage : Peter Cheung et Yau Chi-Wai
- Décors : Oliver Wong
- Production : Barbie Tung

Production exécutive : Leonard Ho, Barbi Taylor et Johnny Lee
- Société de production : Raymond Chow, New Line Cinema, Golden Harvest, Paragon Films Ltd.
- Distribution : New Line Cinema
- Pays d'origine : Hong Kong
- Format : Couleurs - 2,35:1 - Dolby Digital / SDDS - 35 mm
- Genre : Comédie policière d'action, espionnage, Kung-Fu
- Durée : 107 minutes

Version américaine : 84 minutes
- Langues originales : anglais, cantonais, mandarin, russe, ukrainien
- Dates de sortie[2] :
  - Hong Kong : 10 février 1996
  - États-Unis, Canada : 10 janvier 1997
  - France : 30 juillet 1997

## Distribution
Légende : Version Française = VF et Version Québécoise = VQ
- Jackie Chan (VF : William Coryn ; VQ : François L'Écuyer) : Jackie / Inspecteur « Kevin » Chan Ka Kui[1]
- Jackson Liu (zh) (VF : Daniel Lafourcade ; VQ : Benoit Éthier) : Jackson Tsui
- Annie Wu (en) (VF : Annie Milon ; VQ : Violette Chauveau) : Annie Tsui
- Bill Tung (VF : Yves Barsacq) : Oncle Bill
- Yuri Petrov (VF : Igor de Savitch ; VQ : Yvon Thiboutot) : Colonel Gregor Yegorov
- Nonna Grishayeva (en) (VF : Céline Monsarrat) : Natasha
- John Eaves (VF : Sylvain Lemarié ; VQ : Jean-Luc Montminy) : Mark
- Terry Woo : Oncle Seven
- Kristopher Kazmarek : Commandant Korda

## Accueil

### Box-office
- États-Unis : 15 318 863 $ US[5]
- Hong Kong : 57 518 794 $ HK[6]
- France : 113 746 entrées[5]
- Mondial : 46 718 863 $[5]

## Récompenses
- Prix des meilleures scènes d'action (Stanley Tong), lors du Golden Horse Film Festival 1996.
- Prix des meilleures chorégraphies (Stanley Tong) et nominations au prix du meilleur film, meilleur montage, meilleur acteur (Jackie Chan) et meilleure actrice débutante (Annie Wu), lors des Hong Kong Film Awards 1997.
- Nomination du meilleur combat (Jackie Chan), lors des MTV Movie Awards 1997.

## Autour du film
- Jackie Chan s'est blessé lors de la scène où il passe à travers les barreaux d'une échelle[réf. souhaitée].